# ألفارو دي براغانزا
ألفارو دي براغانزا (بالبرتغالية: Álvaro de Bragança‏) (و. – 1504 م) هو دبلوماسي، وشاعر برتغالي، ولد في سبتة، توفي في طليطلة.